# Supercopa Turca de Voleibol Feminino de 2012
A Supercopa Turca de Voleibol Feminino de 2012 foi a quarta edição desta competição organizada pela  FTV. Participaram do torneio duas equipes, os campeões da Liga A Turca e da Copa da Turquia.

## Sistema de disputa
O Campeonato foi disputado em um jogo único.

## Equipes participantes
Equipes que disputaram a Supercopa de Voleibol de 2012:
| Equipe         | Cidade   | Qualificação                                              | Última participação                          |
| -------------- | -------- | --------------------------------------------------------- | -------------------------------------------- |
| Galatasaray SK | Istambul | Vice-campeão da Copa da Turquia 2011-12                   | Estreante                                    |
| Eczacıbaşı SK  | Istambul | Campeão da Liga A Turca 2011–11 e Copa da Turquia 2011-12 | Supercopa Turca de Voleibol Feminino de 2011 |

## Resultado
| 17 de outubro de 2012 17:30 Relatório | Eczacıbaşı SK | 3 — 0             | Galatasaray SK | Ankara Başkent Spor Salonu, Ankara Árbitro(s): TUR Onur Hoşnut TUR Deniz Demir Güvenç |
| 17 de outubro de 2012 17:30 Relatório | 25            | Set 1 Set 2 Set 3 | 19 18 20       | Ankara Başkent Spor Salonu, Ankara Árbitro(s): TUR Onur Hoşnut TUR Deniz Demir Güvenç |

## Premiações
| Supercopa Masculina de 2012       |
| Turquia                           |
| --------------------------------- |
| Eczacıbaşı SK Campeão (2º título) |